# Strelitziana africana
Strelitziana africana är en svampart som beskrevs av Arzanlou & Crous 2006. Strelitziana africana ingår i släktet Strelitziana, ordningen Chaetothyriales, klassen Eurotiomycetes, divisionen sporsäcksvampar och riket svampar.   Inga underarter finns listade i Catalogue of Life.